# Астрономія в Марокко
Астрономія в Марокко представлена кількома науковими центрами.
Університет Каді Айяда, Марракеш, має Лабораторію фізики високих енергій та астрофізики.
Укаімеденська обсерваторія розташована в місті Укаімеден, на висоті 2750 метрів у Атлаських горах. Тут розміщено TRAPPIST-Північ, телескоп-близнюк TRAPPIST-Південь, розташованого в обсерваторії Ла-Сілья в Чилі.
Рабатська обсерваторія, розташована в Рабаті, була заснована в 1999 році і має 51-сантиметровий телескоп. Поряд Укаімеденською обсерваторією, це одна з головних обсерваторій Марокко.
Марокко бере участь у виявленні метеорів через мережу FRIPON, перша камера якої встановлена біля Марракеша, і австралійську Пустельну болідну мережу з 5 камерами.